# كفاية العوام فيما يجب عليهم من علم الكلام (كتاب)
كفاية العوام فيما يجب عليهم من علم الكلام هو كتاب من الكتب الميسرة في علم التوحيد من تأليف العلامة المتكلم: محمد الفضالي الأزهري الشافعي، أستاذ الشيخ إبراهيم الباجوري.

## التعريف بالمؤلف
هو متكلم وفقيه شافعي من مصر، وهو أستاذ الشيخ العلامة إبراهيم الباجوري. من كتبه (كفاية العوام فيما يجب عليهم من علم الكلام - ط) وللباجوري حاشية عليه بعنوان: (تحقيق المقام). توفي سنة 1236هـ/1821م وقيل 1820م.

## سبب تأليف الكتاب
ألِّفه الشيخ محمد الفضالي لبعض الطلبة القاصرين عن الفهم خصوصا، مما يدل على مراعاة مؤلفه للفروق الفردية في التدريس، قال الشيخ الباجوري في حاشيته عن قصور هذا الطالب: «(بقصور إلخ) أي عجزه عن أن يتأمل في العبارات الصعبة فأتى بالدليل بجانب المدلول وزاد في التوضيح ليتوصل هذا الطالب وأمثاله إلى فهم علم التوحيد فجزاه الله عنا خيرا». وعن سبب تأليفه قال مؤلفه: «قد سألني بعض الإخوان أن أؤلف رسالة في التوحيد، فأجبته إلى ذلك ناحيا نحو العلامة السنوسي في تقرير البراهين، غير أني أتيت بالدليل بجانب المدلول، وزدته توضيحا لعلمي بقصور هذا الطالب، فجاءت بحمد الله تعالى رسالة مفيدة، ولتقرير ما فيها مجيدة، وسميتها كفاية العوام فيما يجب عليهم من علم الكلام.»

## محتوى الكتاب وموضوعه
في بداية الكتاب بعد البسملة والحمدلة أورد المؤلف سبب تأليفه للكتاب ثم ذكر أنه «يجب على كل مسلم أن يعرف خمسين عقيدة وكل عقيدة يجب عليه أن يعرف لها دليلا إجماليا وتفصيليا.» ثم مطلبا في اختلاف المتكلمين في جهة دلالة المخلوقات عليه سبحانه وتعالى، فمقدمة أبان فيها أن فهم العقائد الخمسين الآتية يتوقف على أمور ثلاثة: الواجب والمستحيل والجائز. وأن هذه الأقسام الثلاثة يتوقف عليها فهم العقائد فتكون هذه الثلاثة واجبة على كل مكلف من ذكر وأنثى، وذكر الأول من الصفات الواجبة له تعالى الوجود ثم عد القدم والبقاء والمخالفة للحوادث والقيام بالنفس والوحدانية والقدرة والإرادة والعلم والحياة والسمع والبصر والكلام وكونه تعالى قادرا مريدا عالما حيا سميعا بصيرا وكونه تعالى متكلما ثم عقب هذا بتنبيه نبه فيه على أن ما تقدم من القدرة والإرادة والعلم والحياة والسمع والبصر والكلام ويسمى صفات المعاني من إضافة العام للخاص أو إضافة البيانية وما بعدها وهو كونه تعالى قادرا إلخ تسمى صفات معنوية نسبة للمعاني... ومن الخمسين عشرون أضداد هذه العشرين.
قال الفضالي واعلم أن دليل كل واحد من العشرين الواجبة يثبتها له تعالى وينفى عنه ضدها وأدلة السبع المعاني هي أدلة السبع المعنوية فهذه أربعون عقيدة يجب لله تعالى منها عشرون وينتفي عنه تعالى عشرون وعشرون دليلا إجماليا كل دليل أثبت صفة ونفى ضدها. والعقيدة الحادية والأربعون تحدث فيها عن الجائز في حقه تعالى ومن الثانية والأربعين إلى الخمسين هو ما يجب على الرسل ثم خاتمة تحدث فيها عن الإيمان. فهذا موضوع العقيدة بإجمال وقد فصلها وقال: وهذا هو الذي يجب اعتقاده ونلقى الله عليه إن شاء الله تعالى.

## شروح الكتاب
- شرحه تلميذه الشيخ العلامة إبراهيم الباجوري، ألفها بإذن شيخه (الفضالي) وفرغ من جمعها سنة 1223هـ، حيث وضع عليه حاشيته المسماة بـ«تحقيق المقام على كفاية العوام في علم الكلام» طبعة مصطفى الحلبي بمصر سنة 1341هـ.[7]
- حاشية النضالي على كفاية العوام مصطفى البابي الحلبي.